# Liste der Monuments historiques in Landser
Die Liste der Monuments historiques in Landser führt die Monuments historiques in der französischen Gemeinde Landser auf.

## Liste der Bauwerke
| Bezeichnung | Beschreibung                                       | Standort                | Kennzeichnung | Schutzstatus | Datum | Bild           |
| ----------- | -------------------------------------------------- | ----------------------- | ------------- | ------------ | ----- | -------------- |
| Brunnen     | Brunnensäule bezeichnet 1661, möglicherweise älter | Place de la Paix (Lage) | PA00085501    | Classé       | 1984  | weitere Bilder |

## Liste der Objekte
| Bezeichnung                                                                | Beschreibung                                                                                            | Standort                                        | Kennzeichnung | Schutzstatus | Datum     | Bild |
| -------------------------------------------------------------------------- | --- | ----------------------------------------------- | ------------- | ------------ | --------- | ---- |
| Orgel                                                                      | Ensemble aus PM68000666 und PM68000894                                                                  | in der Kirche Notre-Dame-de-l’Assomption (Lage) | PM68000893    | Classé       | 1992 1993 |      |
| Orgelprospekt                                                              | 1789 von Martin Bergäntzel gebaut                                                                       | in der Kirche Notre-Dame-de-l’Assomption (Lage) | PM68000666    | Classé       | 1992      |      |
| Instrumentalteil der Orgel                                                 | 1789 von Martin Bergäntzel gebaut                                                                       | in der Kirche Notre-Dame-de-l’Assomption (Lage) | PM68000894    | Classé       | 1993      |      |
| Kreuzweg                                                                   | 14 Gemälde; Ölfarbe auf Leinwand, 1875 von Melchior Paul von Deschwanden                                | in der Kirche Notre-Dame-de-l’Assomption (Lage) | PM68001095    | Inscrit      | 1989      |      |
| 15 Votivbilder                                                             | Ölfarbe auf verschiedenen Materialien, erste Hälfte des 19. Jahrhunderts                                | in der Kirche Notre-Dame-de-l’Assomption (Lage) | PM68001521    | Inscrit      | 1995      |      |
| Skulptur Heiliger Ludwig                                                   | Holz, farbig gefasst, um 1700                                                                           | in der Kirche Notre-Dame-de-l’Assomption (Lage) | PM68001099    | Inscrit      | 1989      |      |
| Gemälde Der heilige Dominikus empfängt den Rosenkranz von der Gottesmutter | am rechten Seitenaltar; Ölfarbe auf Leinwand, um 1775, möglicherweise von Mathias Jehl                  | in der Kirche Notre-Dame-de-l’Assomption (Lage) | PM68000538    | Classé       | 1991      |      |
| Skulptur Heiliger Franziskus von Assisi                                    | mit Konsole; Holz, farbig gefasst und vergoldet, 18. Jahrhundert                                        | in der Kirche Notre-Dame-de-l’Assomption (Lage) | PM68001102    | Inscrit      | 1989      |      |
| Gemälde Mariä Himmelfahrt                                                  | am Hauptaltar; Ölfarbe auf Leinwand, 1873 von Heinrich Kayser                                           | in der Kirche Notre-Dame-de-l’Assomption (Lage) | PM68001096    | Inscrit      | 1989      |      |
| Schrein des heiligen Justinus                                              | mit Skulptur der heiligen Katharina; Holz, farbig gefasst und vergoldet, Glas, 1825                     | in der Kirche Notre-Dame-de-l’Assomption (Lage) | PM68001105    | Inscrit      | 1989      |      |
| Zwei Seitenaltäre                                                          | jeweils Altartisch und Retabel; Holz und Stuck, farbig gefasst und vergoldet, Ende des 18. Jahrhunderts | in der Kirche Notre-Dame-de-l’Assomption (Lage) | PM68000721    | Classé       | 1991      |      |
| Gemälde Heiliger Sebastian                                                 | am linken Seitenaltar; Ölfarbe auf Leinwand, Mathias Jehl zugeschrieben                                 | in der Kirche Notre-Dame-de-l’Assomption (Lage) | PM68000723    | Classé       | 1991      |      |
| Hauptaltar                                                                 | Altartisch und Tabernakel; Holz und Stuck, farbig gefasst und vergoldet, um 1800                        | in der Kirche Notre-Dame-de-l’Assomption (Lage) | PM68000537    | Classé       | 1991      |      |
| Gemälde Heilige Anna                                                       | am linken Seitenaltar; Ölfarbe auf Leinwand, 18. Jahrhundert, möglicherweise von Mathias Jehl           | in der Kirche Notre-Dame-de-l’Assomption (Lage) | PM68000539    | Classé       | 1991      |      |
| Skulptur Heiliger Fidelis von Sigmaringen                                  | mit Konsole; Holz, farbig gefasst und vergoldet, 18. Jahrhundert                                        | in der Kirche Notre-Dame-de-l’Assomption (Lage) | PM68001103    | Inscrit      | 1989      |      |
| Chorgestühl                                                                | Eichenholz, 19. Jahrhundert                                                                             | in der Kirche Notre-Dame-de-l’Assomption (Lage) | PM68001104    | Inscrit      | 1989      |      |
| Gemälde Mariä Himmelfahrt                                                  | am Gewölbe des Schiffs; Ölfarbe auf Leinwand, maroufliert, 1892                                         | in der Kirche Notre-Dame-de-l’Assomption (Lage) | PM68001106    | Inscrit      | 1989      |      |
| Gemälde Auge Gottes                                                        | am Gewölbe des Chors; Ölfarbe auf Leinwand, maroufliert, 1892                                           | in der Kirche Notre-Dame-de-l’Assomption (Lage) | PM68001107    | Inscrit      | 1989      |      |
| Gemälde Herz Jesu und Mariens                                              | Ölfarbe auf Leinwand, 1873 von Heinrich Kayser                                                          | in der Kirche Notre-Dame-de-l’Assomption (Lage) | PM68001097    | Inscrit      | 1989      |      |
| Pietà                                                                      | Lindenholz, farbig gefasst und vergoldet, 18. Jahrhundert                                               | in der Kirche Notre-Dame-de-l’Assomption (Lage) | PM68001098    | Inscrit      | 1989      |      |
| Skulptur Heiliger Antonius von Padua                                       | Holz, farbig gefasst, um 1700                                                                           | in der Kirche Notre-Dame-de-l’Assomption (Lage) | PM68001100    | Inscrit      | 1989      |      |
| Skulptur Heilige Elisabeth von Thüringen                                   | Holz, farbig gefasst und vergoldet, Ende des 17. Jahrhunderts                                           | in der Kirche Notre-Dame-de-l’Assomption (Lage) | PM68001101    | Inscrit      | 1989      |      |
| Kanzel                                                                     | Holz und Stuck, farbig gefasst, zwischen 1774 und 1776                                                  | in der Kirche Notre-Dame-de-l’Assomption (Lage) | PM68001498    | Inscrit      | 1995      |      |
| Ölberggruppe                                                               | Lindenholz, farbig gefasst, 18. Jahrhundert                                                             | in der Kirche Notre-Dame-de-l’Assomption (Lage) | PM68001499    | Inscrit      | 1995      |      |
| Gemälde Heiliger Seraphin von Montegranaro                                 | Ölfarbe auf Leinwand, 1768                                                                              | in der Kirche Notre-Dame-de-l’Assomption (Lage) | PM68000540    | Classé       | 1991      |      |
| Gemälde Heiliger Franz Xaver                                               | am rechten Seitenaltar; Ölfarbe auf Leinwand, 18. Jahrhundert, Mathias Jehl zugeschrieben               | in der Kirche Notre-Dame-de-l’Assomption (Lage) | PM68000722    | Classé       | 1991      |      |